# 于智
于智（550年—581年），字承伯，六郡桑乾县人（今山西省朔州市山阴县）人，祖籍河南郡洛阳县（今河南省洛阳市东），北周、隋朝官员，《周书》、《北史》皆只簡略提及。

## 生平
于智在武成二年（560年）以使持节、车骑大将军、仪同三司、大都督、长寿县开国侯为起家官，食邑一千户，又兼领大冢宰、晋国公宇文护内亲信，同年转任使持节、骠骑大将军、开府仪同三司、兼内外府司录。天和五年（570年），于智进爵为广都县开国公，食邑一千五百户，又出任秋官府大司宪。建德元年（572年），于智外任潼州刺史。建德五年（576年），于智回朝出任骁猛内大夫。宣政元年（578年）六月，剛即位的周宣帝宇文贇忌憚齊王宇文憲，就命于智觀察辦理喪事的諸王動靜；到喪事完畢，周宣帝又下令他在齊王府守候，並告發宇文憲謀反。之後周宣帝派遣小冢宰宇文孝伯，藉召見諸王帶宇文憲入殿，宇文憲進宮以後即被周宣帝預先埋伏的壯士捉住，但他毫不害怕。周宣帝命于智回答宇文憲，說：「以齊王今天的情况，不用多說吧！」宇文憲回應：「我位高權重，既然事已至此，生死有命，也不會想活下去了。但我母親還健在，只擔心無法照料她老人家而已。」並擲下玉板，被于智縊殺。事後，于智被封為柱國、齊國公，食邑五千户。
宣政元年，于智出任梁渠兴巴通集洋七州、白马万荣木门傥城落藂聚头临江四戍等诸军事、梁州总管。大象二年，王谦在巴蜀起兵反对杨坚，梁州邻接巴蜀，于智在梁州统帅军队安定百姓，招降诱叛，忠于朝廷。战争平定后，朝廷于大象二年六月征召于智出任大司空。大象二年（580年）八月，于智出任大司空。开皇元年（581年）五月，于智在京城因病去世，虚岁三十二，朝廷追赠潘新遂普合诸军事、潼州刺史，谥号景公，开皇二年岁次壬寅正月丙午朔廿七日辛酉（582年3月7日）葬于高阳原。

## 家庭

### 祖父
- 于子提，北魏太保、柱国、建平公[1]

### 父亲
- 于谨，北周太师、柱国、燕国公[1]

### 兄弟姐妹
- 于寔，隋朝上柱国、燕安公
- 于翼，隋朝上柱国、太尉、任穆公
- 于义，隋朝上柱国、建平刚公
- 于仪，隋朝大将军、赵州刺史、安平平公
- 于绍，上开府、绥州刺史、华阳郡公
- 于弼，上仪同、平恩县公
- 于兰，上仪同、襄阳县公
- 于旷，上仪同、赠恒州刺史
- 于氏，嫁柱国、乐平郡开国公纥豆氏世子，仪同三司纥豆奉志

## 引用
1. 1 2 3 4 5 6 7 8 9  何如月 / 王勇超. . 西安市: 陕西师范大学出版社. 2023年12月: 7–8. ISBN 9787569538045 （中文（繁體））.
2. ↑  《北史·卷23·列傳第十一》：禮弟智，初為開府。以受宣帝密旨，告齊王憲反，遂封齊國公。尋拜柱國，位大司空。
3. ↑  《周書·卷12·列傳第四》：尋而高祖崩，宣帝嗣位，以憲屬尊望重，深忌憚之。時高祖未葬，諸王在內治服。司衛長孫覽總兵輔政，而諸王有異志，奏令開府于智察其動靜。及高祖山陵還，諸王歸第。帝又命智就宅候憲，因是告憲有謀。
4. ↑  《周書·卷12·列傳第四》：帝乃遣小冢宰宇文孝伯謂憲曰：「三公之位，宜屬親賢，今欲以叔為太師，九叔為太傅，十一叔為太保，叔以為何如？」憲曰：「臣才輕位重，滿盈是懼。三師之任，非所敢當。且太祖勳臣，宜膺此舉。若專用臣兄弟，恐乖物議。」孝伯反命，尋而復來曰：「詔王晚共諸王俱至殿門。」憲獨被引進，帝先伏壯士於別室，至即執之。憲辭色不撓，固自陳說。帝使于智對憲。憲目光如炬，與智相質。或謂憲曰：「以王今日事勢，何用多言？」憲曰：「我位重屬尊，一旦至此，死生有命，寧復圖存。但以老母在堂，恐留茲恨耳。」因擲笏於地。乃縊之。時年三十五。以于智為柱國，封齊國公。
5. ↑  《周書·卷7·帝紀第七·宣帝》：（宣政元年六月）甲子，誅上柱國、齊王憲。封開府于智為齊國公。
6. ↑  《周书·卷八·帝纪第八》：以上柱国、神武公窦毅为大司马，齐国公于智为大司空。
7. ↑  《北史·卷十·周本纪下第十》：以上柱国、神武公窦毅为大司马，以齐公于智为大司空。
8. ↑  《资治通鉴·卷一百七十四》：周以神武公窦毅为大司马，齐公于智为大司空；九月，以小宗伯竟陵公杨惠为大宗伯。